# Arne Andersson (centerpartistisk politiker)
Arne Kristian Andersson, född 1922, var kommunstyrelsens ordförande i Falkenbergs kommun fram till och med 1982. Han representerade Centerpartiet.